# 思樂酒店

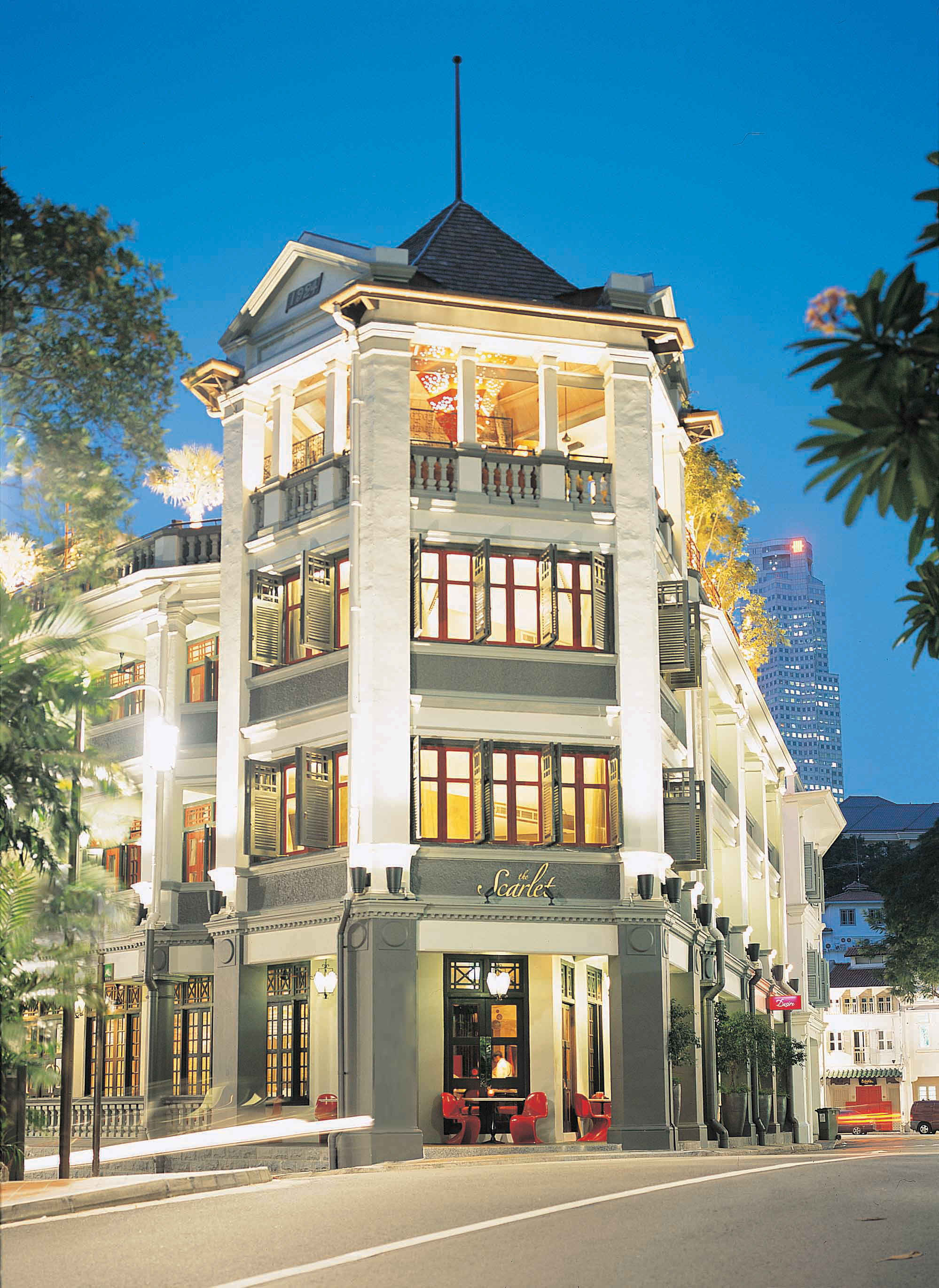
思樂酒店正面

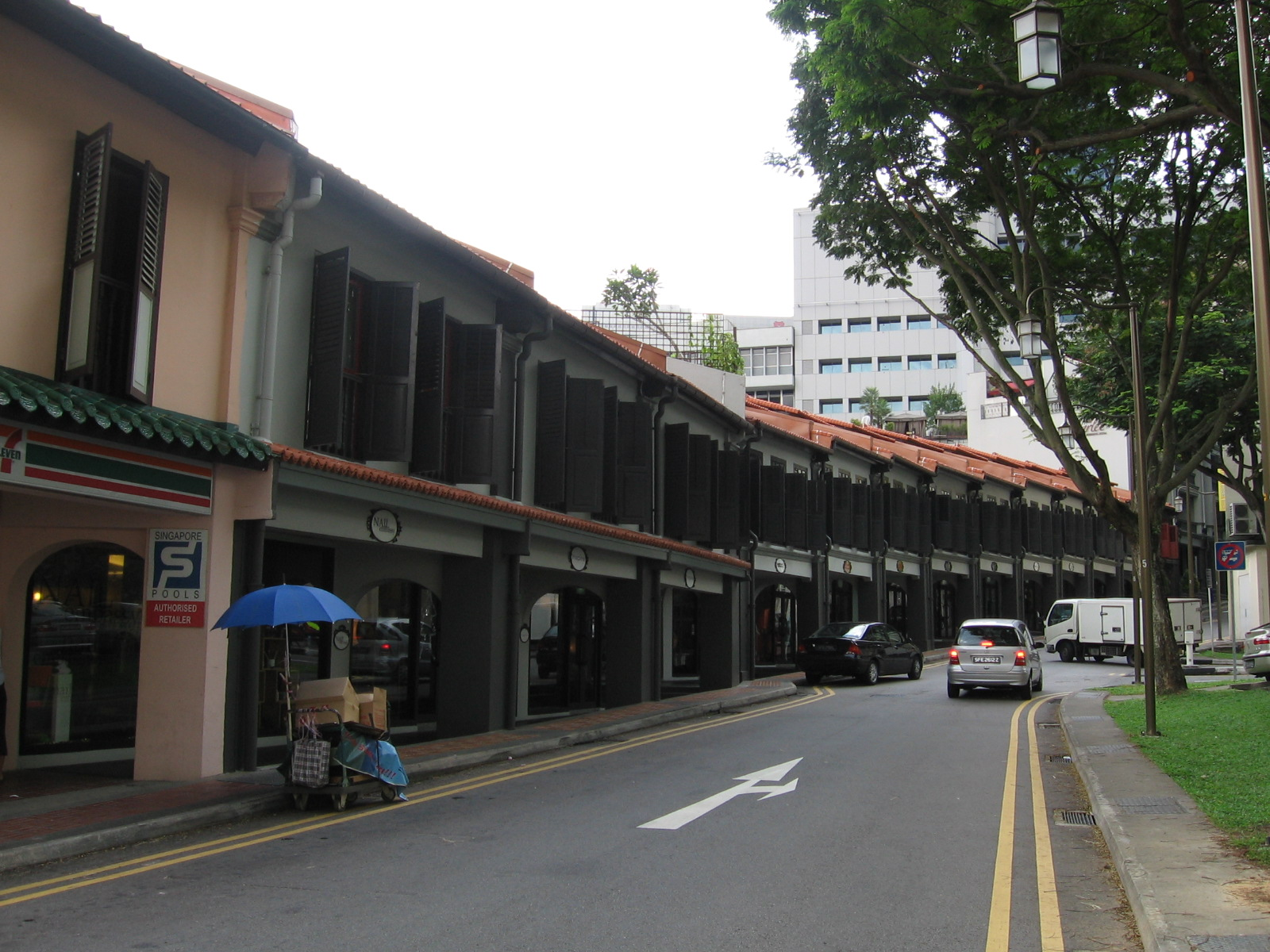
思樂酒店外貌

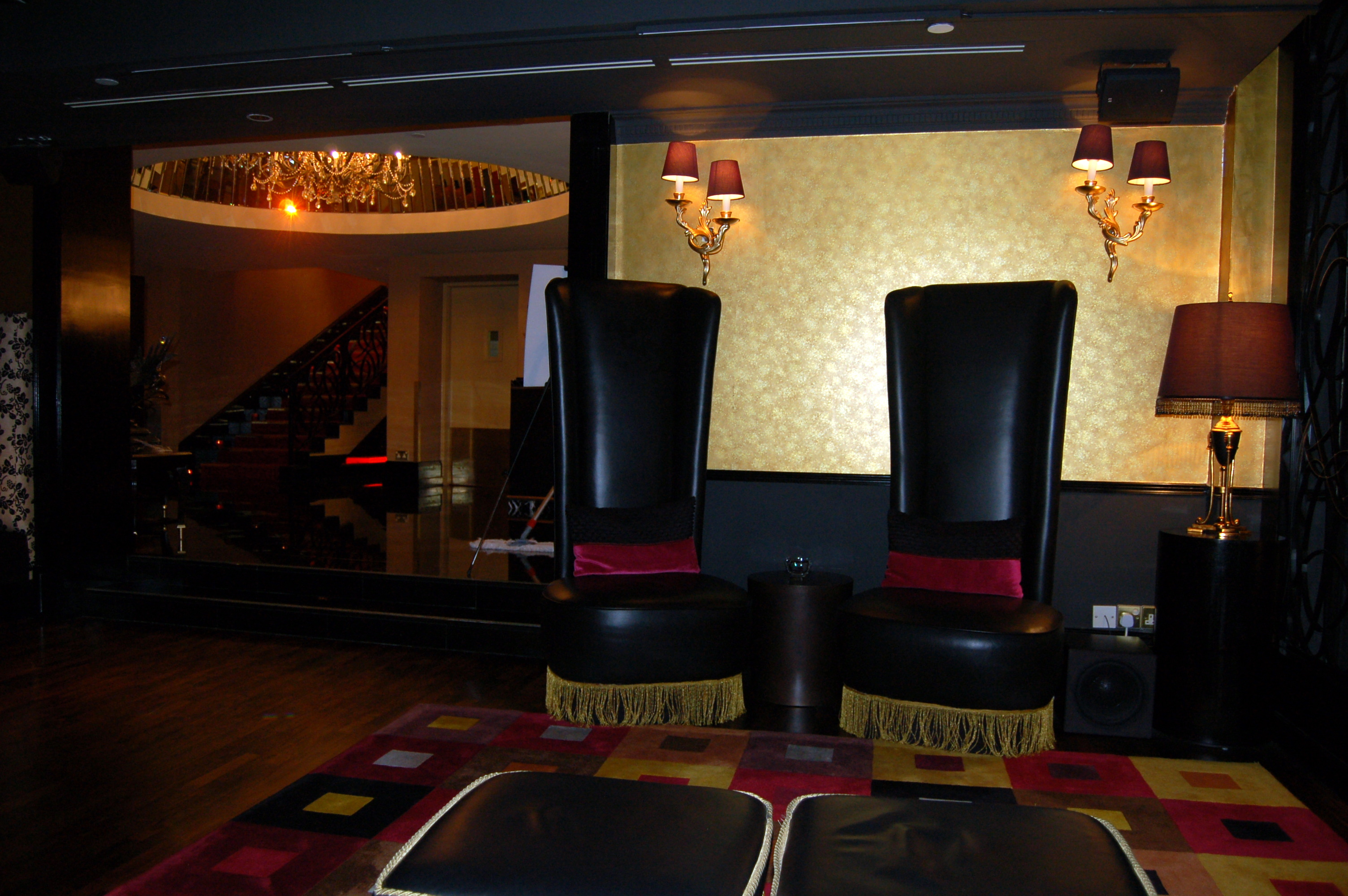
思樂酒店內部

思樂酒店（又譯作史閣樂酒店或史卡列特酒店），位於新加坡厄士金路的精品酒店，2004年開業，毗鄰麥士威小販中心，由一排建於1924年的兩層高店屋改建而成。由於佈局所限，部份房間沒有窗戶，為密室設計。酒店附近有一小徑，拾級而下可以徒步至廈門街熟食中心。
2005年被康德納斯旅行者雜誌列為熱門酒店之一。